# Anders Østergaard
Anders Østergaard (Copenhague, 14 de março de 1965) é um cineasta dinamarquês. Como reconhecimento, foi nomeado ao Oscar 2010 na categoria de Melhor Documentário em Longa-metragem por Burma VJ.